# Baquerín de Campos
Baquerín de Campos település Spanyolországban, Palencia tartományban. Baquerín de Campos Fuentes de Nava, Mazariegos, Villamartín de Campos, Pedraza de Campos, Torremormojón és Castromocho községekkel határos. Lakosainak száma 22 fő (2024).

## Népesség
A település népessége az elmúlt években az alábbi módon változott:
| Lakosok száma | 30   | 24   | 36   | 37   | 39   | 39   | 33   | 30   | 27   | 22   |
|               | 2001 | 2004 | 2007 | 2009 | 2012 | 2014 | 2017 | 2019 | 2022 | 2024 |